# وولتاجیو
وولتاجیو (به ایتالیایی: Voltaggio) یک کومونه در ایتالیا است که در استان آلساندریا واقع شده‌است.

## خصوصیات
وولتاجیو ۵۱٫۳ کیلومترمربع مساحت و ۷۶۱ نفر جمعیت دارد و ۳۴۲ متر بالاتر از سطح دریا واقع شده‌است.